# Carlos Saleiro
Carlos Miguel Mondim Saleiro (Lisboa, Portugal, 25 de febrero de 1986) es un futbolista portugués. Juega de delantero y su actual equipo es el Servette FC de la Superliga Suiza.
Es el primer jugador de fútbol nacido como niño probeta

## Selección nacional
Ha sido internacional con la Selección de fútbol de Portugal Sub-21.

## Clubes
| Club                 | País     | Año       |
| -------------------- | -------- | --------- |
| Sporting Lisboa      | Portugal | 2003-2005 |
| CD Olivais Moscavide | Portugal | 2005-2007 |
| CD Fátima            | Portugal | 2007-2008 |
| Vitória Setúbal      | Portugal | 2008      |
| Académica Coimbra    | Portugal | 2009      |
| Sporting Lisboa      | Portugal | 2009-2011 |
| Servette FC          | Suiza    | 2011-2012 |
| Académica Coimbra    | Portugal | 2012-     |